# Shia-prästerskapet
Shia-prästerskapet  är vägledning av präster (kollektivt kallad ulema) och att hålla en sådan struktur av stor vikt. Det finns flera grenar av shi'ismen, av vilka imamiterna är den överlägset största, och var och en av grenarna har olika prästerskapsstrukturer. Enskilda präster kallas mullā eller ākhūnd, men eftersom dessa termer har utvecklat "en något nedsättande konnotation" sedan åtminstone 1980-talet, har termen rūḥānī "promotats" som ett alternativ, "särskilt av prästerklassen själv".

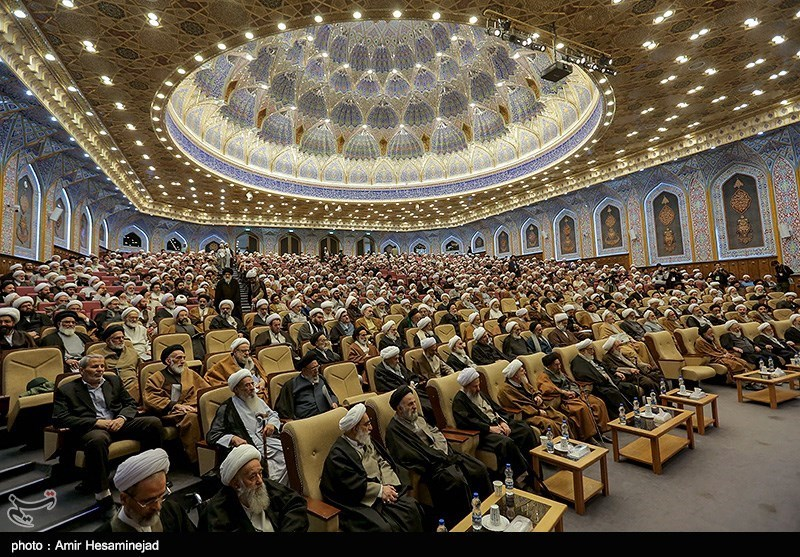
Det shiitiska prästerskapet.

Prästerskapet etablerades på 900-talet av Sheikh Tusi som den förste Stor-Ayatollah, och har varit centrum för shiamuslimska studier i över 1000 år.

## Krav för att bli en präst
För att komma i fråga för en ijaza (bokstavligen tillstånd eller auktorisation, d.v.s. behörighet att utöva ijtihad och därmed kan kallas en mujtihad) måste en student (talib) vara
- Mognad
- Av det manliga könet
- Legitim födelse
- Tro
- Intelligens f. Rättvisa (dvs. följa sharia i ord och handling, dess skyldigheter och förbud).

## Hierarkin
Hierarkin för shia islam "har beskrivits" som en av "vördnad", det vill säga den lägre rankade ulama kommer att skjuta upp till en högre rankad - "en lokalt framstående mujtahid" - som kommer att hänvisa till en "eminent mujtahid " (marja' al-taqlid) i Najaf, Qum eller Mashhad.
- Ayatollah (tecken på Gud) är en ganska ny term, som har sitt ursprung på 1900-talet som en titel för marja' at-taqlid, men som lider av sådan inflation att den efter den iranska revolutionen 1979 användes "för vilken etablerad mujtahid som helst".
- Hujjatu'l-Islam (bevis på islam) uppstod som en titel för vissa högnivå mujtahider på 1800-talet (Sayyid Muhammad Baqir Shafti, Mirza-yi Shirazi); efter den iranska revolutionen 1979 användes den för "aspirerande mujtahid"
- Moalem (lärare) för en maktab
- Mullah för en by
- Mutawallī (väktare) av en helgedom eller donation

## Modern historia
Shia-prästerna under denna period var nära knutna till basarerna som i sin tur var starkt kopplade till hantverkarna och bönderna som tillsammans bildade traditionella socioekonomiska gemenskaper och centra för föreningslivet med islamiska tillfällen och funktioner som knöt dem till präster som tolkade islamiska lagar för att göra upp kommersiella tvister och beskattade de välbärgade för att ge välfärd åt troende fattigare anhängare. En rad bönemöten och ritualer organiserades av både präster och lekmän. Basarer hade också band med modernare delar av det iranska samhället eftersom många iranska universitetsstudenter var från handelsklassen. Men sedan 1970-talet väckte Shahen av Iran basarens försvar och oppositioner genom försök att få kontroll över deras autonoma råd och marginalisera prästerskapet genom att ta över deras utbildnings- och välfärdsverksamhet.
Detta i kombination med det växande offentliga och prästerliga missnöjet med Shahs sekulära politik och hans beroende av främmande makter, särskilt USA, ledde till en rikstäckande revolution, som såg en högt uppsatt präst Ayatollah Khomeini och hans prästerliga lärjungar som dess högsta ledning, som avsatte Pahlavi Shah och grundade den islamiska republiken Iran.